# Флауэр, Джесси
Джесси Флауэр (англ. Jessie Flower; 18 августа 1994 года) — американская актриса, которая родилась в южной части штата Индиана. Сейчас она проживает вместе со своей матерью в Лос-Анджелесe, штат Калифорния.

## Биография
Семья Джесси переехала в Лос-Анджелес, когда ей было 4 года. В возрасте 5 лет она захотела сниматься в рекламе. Её мать решила, что лучший способ проверить талант дочери, это отдать маленькую девочку в местный театр. После нескольких неудач в шоу-бизнесе Джесси официально начинает карьеру в возрасте 5 лет, сыграв в постановке «Оливер!». Сегодня Джэсси Флауэр можно часто увидеть в рекламе Барби, Крайслера или Мицубиси.
В 7 лет Джесси начала прослушиваться для озвучивания разных персонажей и телепередач, её голос вскоре оказался очень успешным и захватывающим. Джесси можно услышать на телешоу, в кинофильмах и в рекламных объявлениях по радио. В список фильмов, которые она озвучила, входят: В поисках Немо, Человек-паук 2, Сын Маски. Кроме того, озвучивала рекламные объявления для Макдоналдс. Джесси также озвучивала нескольких известных мультипликационных героев. Она — голос Тоф, в анимационном приключенческом сериале Аватар — Легенда об Аанге и прежде была голосом «Мэнг» в эпизоде Гадалка. Джесси озвучивала персонажей в Kronk’s New Groove, «Новая школа императора» и «В гости к Робинсонам».
Джесси также сыграла главные роли в телевизионных сериалах «Главный госпиталь», Strong Medicine и в театральной постановке «Встреть меня в Сент-Луисе» (англ. Meet Me in St. Louis) в роли «Тути», и в мюзикле «Энни» (англ. Annie) в роли самой Энни, 12 летней рыжей девочки, которая ищет своих родителей, но это не всё. Джэсси — член вокально-танцевальной труппы «Дети На Сцене Для Улучшения Мира» (англ. Kids On Stage For A Better World), которая выступает в течение года на общественных мероприятиях.
Как певица, Джесси мечтает однажды выпустить песню, которая станет хитом на радио. Но школа очень важна для Джесси, она является почётной студенткой. Её главные хобби — чтение, рисование, лошади, танцы, пение и времяпрепровождение с друзьями.

## Фильмография

### Актриса / актриса озвучивания
- «Random! Cartoons[англ.]» — играет «Пэгги»)
- «Аватар — Легенда об Аанге» — Озвучила «Тоф»
- «Новая школа императора» — Чака
- «В гости к Робинсонам» — Озвучила «Молодую Фрэнни»
- «Brother Bear 2» — Озвучила молодую «Ниту»
- «Гроза муравьёв» (англ. «The Ant Bully») — Дополнительный голос
- «Лесная братва» (англ. «Over the Hedge») — Дополнительный голос
- «Curious George[англ.]» — Озвучила «Ребёнка»
- «Kronk’s New Groove[англ.]» — Озвучила «Чаку»

### Работа в команде
- «An American Affair» — Дополнительный голос
- «Ночь в музее» — Голосовое озвучивание
- «В поисках Немо» — Дополнительный голос

### В роли себя самой
- «3-Minute Game Show[англ.]»
- «Camp Rock: Part 4» — Сыграла Себя Саму